# B. Kliban
Bernard Kliban, dit B. Kliban (né le 1er janvier 1935 à Norwalk dans le Connecticut et mort le 12 août 1990 à San Francisco) est un dessinateur humoristique américain principalement connu pour ses dessins de chats publiés à partir de 1975.

## Biographie

### Jeunesse
Kliban naît à Norwalk dans le Connecticut. Il étudie à l'Institut Pratt mais le quitte avant d'avoir obtenu un diplôme. Il voyage en Europe et commence à peindre avant de s'installer en Californie à North Beach à San Francisco avec sa première épouse Mary Kathleen (M. K.) et leur fille Kalia. M. K. est alors une dessinatrice reconnue qui signe M. K. Brown. Kliban commence à travailler pour le magazine Playboy.

### Carrière
En 1962, Kliban est un dessinateur régulier de Playboy pour lequel il travaille jusqu'à sa mort. Il est connu pour son livre Cat sorti en 1975 qui est une collection de dessins de chats. Il produit par la suite plusieurs autres livres qui sont des recueils d'illustrations souvent tirées de Playboy. Ce sont souvent des nus dysmorphiques dans un environnement très étrange, comme s'il parodiait les playmates de Playboy. Un autre sujet fréquent est la satire des guides d'instructions sans texte. Kliban a aussi dessiné une série régulière intitulée Sheer Poetry (« poésie pure »), dans laquelle la planche est divisée en 6 cases avec des dessins d'objets dont les noms lus à haute voix forment un vers rimé mais surréaliste.

### Décès
Bernard Kliban meurt à l'âge de 55 ans d'une embolie pulmonaire deux semaines après avoir été opéré du cœur.

## Livres
- Cat, 1975  (ISBN 0-911104-54-2) (pb),  (ISBN 0-911104-87-9) (hb)
- Never Eat Anything Bigger Than Your Head and Other Drawings, 1976  (ISBN 0-911104-67-4)
- Whack Your Porcupine and Other Drawings, 1977  (ISBN 0-911104-92-5)
- Tiny Footprints, 1978  (ISBN 0-89480-031-0)
- Playboy's Kliban, 1979  (ISBN 0-87223-547-5)
- Playboy's New Kliban, 1980  (ISBN 0-87223-626-9)
- Catcalendar Cats; the Complete Collection, 1981  (ISBN 0-89480-169-4)
- Two Guys Fooling Around with the Moon, 1982  (ISBN 0-89480-198-8)
- Luminous Animals and Other Drawings, 1983  (ISBN 0-14-006861-9)
- The Biggest Tongue in Tunisia and Other Drawings, 1986  (ISBN 0-14-007220-9)
- Advanced Cartooning, 1993  (ISBN 0-8362-1710-1)

## Récompenses
- 1980 : Inkpot Award